# Clusia brittonii
Clusia brittonii là một loài thực vật có hoa trong họ Bứa. Loài này được Alain mô tả khoa học đầu tiên năm 1953.